# Стерилізація (мікробіологія)

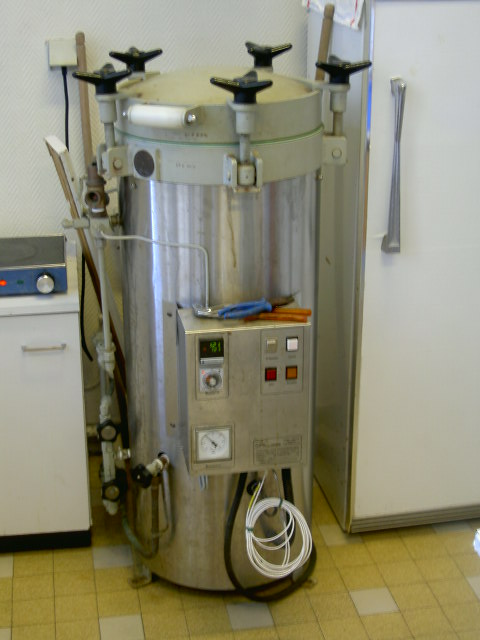
Автоклав — пристрій для стерилізації

Стерилізація — знищення всіх патологічних організмів та біологічних агентів, здатних розповсюджуватись (наприклад, бактерії, пріони і віруси) фізичною або хімічною дією на них речовин засобами, з поверхонь, медичного обладнання, харчових продуктів або біологічних середовищ, як зовні так і всередині.
Стерилізація відрізняється від дезінфекції тим, що дезінфікуючи засоби вбивають тільки патогенні організми (тобто ті, що можуть викликати хворобу). Частіше за все для стерилізації використовується термічна обробка, хоча існують також хімічні та фізичні методи стерилізації.
До фізичних методів відносять: тепловий — паровий (автоклавування за допомогою автоклава) та повітряний (сухожарова стерилізація); променевий — стерилізація ІЧ-, УФ-, радіаційним та лазерним випромінюванням. До механічного методу відносять бактеріальну фільтрацію. До хімічних методів відносять стерилізацію газами і розчинами хімічних речовин. 
Стерильність (лат. sterilis — безплідний) — відсутність у середовищі, організмі, будь-якому матеріалі або виробі життєздатних мікроорганізмів та їх спор.